# Constantin Lupulescu

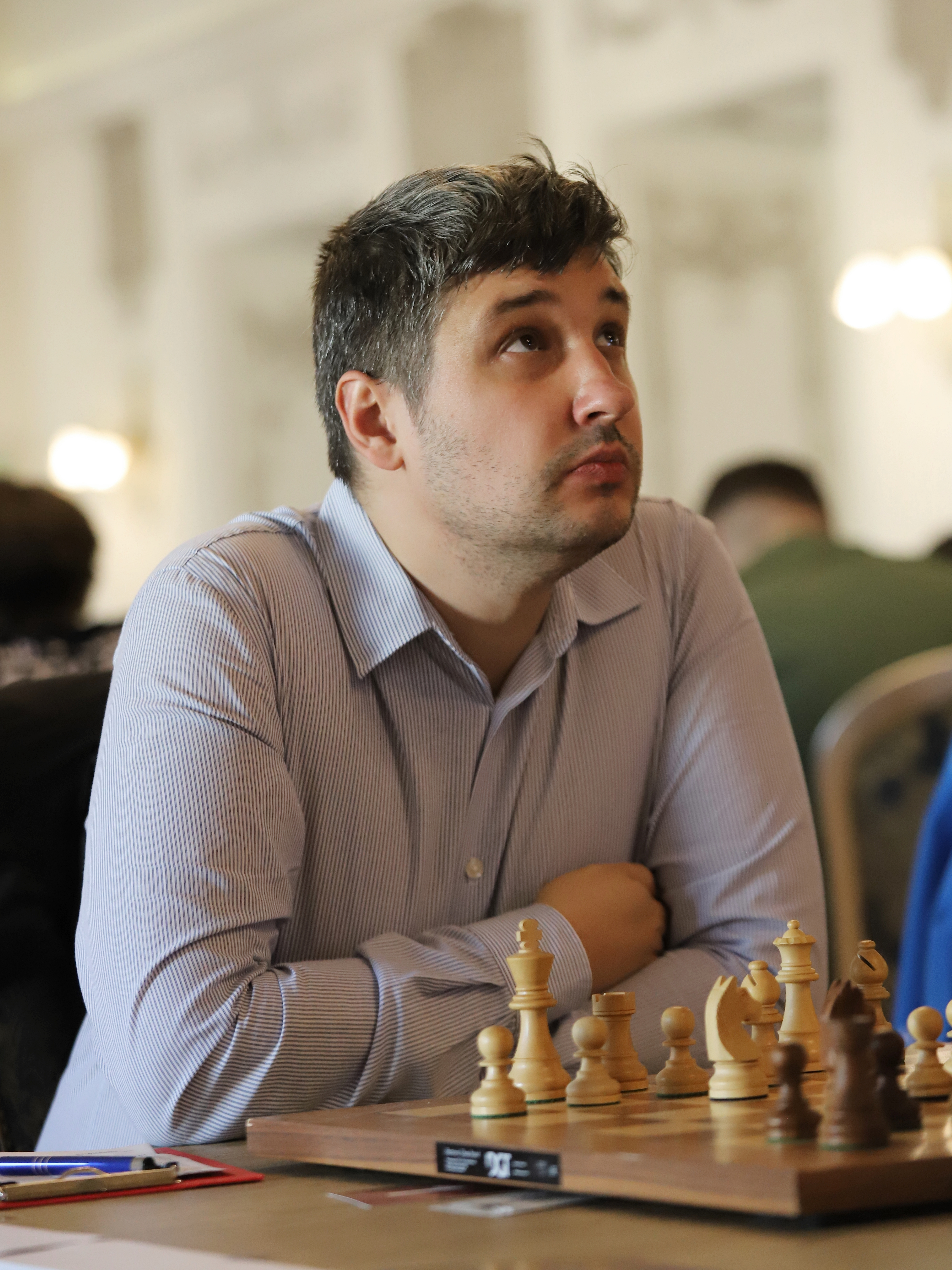
Constantin Lupulescu (2021)

Constantin Lupulescu (Buftea, 25 maart 1984) is een Roemeense schaker met FIDE-rating 2631 in 2017. Hij is sinds 2006 een grootmeester (GM). Hij werd vijf keer kampioen van Roemenië.

## Individuele resultaten
In 1998 behaalde hij bij de Europese Schaakkampioenschappen voor jeugd, gehouden in Mureck, in de categorie tot 14 jaar de bronzen medaille, in 2000 behaalde in Chalkidiki in de categorie tot 16 jaar de zilveren medaille. Hij werd in 2002 in Sovata en in 2003 in Voineasa Roemeens kampioen in de categorie tot 20 jaar. In oktober 2002 won hij het Blue Autumn-toernooi in Boekarest, in augustus 2003 won hij de Centrocoop-Trophy in Eforie Nord. In oktober 2003 won hij wederom het Blue Autumn-toernooi. In december 2003 werd hij gedeeld eerste bij het toernooi Revolution Dezember 1989 in Boekarest. In juni 2004 werd hij gedeeld eerste bij de Sea Coast Trophy in Eforie Nord, in juli 2004 werd hij gedeeld eerste in Korinth. Van 8 t/m 13 augustus 2005 werd in Hengelo het Euro Chess Tournament 2005 (Open Nederlands Jeugdkampioenschap) gespeeld; de Stork Young Masters, een onderdeel van dit toernooi, werd gewonnen door Aleksander Rjazantsev met 6 uit 9; Lupulescu behaalde 5 punten uit negen ronden. Met grote voorsprong won hij in januari 2006 de Winter Cup in Boekarest. Bij het Pius Brinzau-Memorial in Timișoara in maart 2006 werd hij gedeeld eerste met Vladislav Nevednichy. In mei 2006 won hij de May Roses Cup in Boekarest. In 2007 werd hij voor de eerste keer kampioen van Roemenië. In december 2007 won hij het Dezember 1989 Revolution Memorial in Boekarest. Hij werd tweede in het Victor Ciocaltea Memorial in Boekarest 2008 en gedeeld 4e–8e met Tamaz Gelashvili, Anton Filippov, Nidjat Mamedov en Alexander Zubarev in het Open Romgaz toernooi in Boekarest 2008. Lupulescu won na 2007 het schaakkampioenschap van Roemenië ook in 2010 in Băile Olănești, in 2011 in Sărata-Monteoru, in 2013 in Băile Olănești en in 2015 in Calimanesti. Hij nam deel aan de FIDE World Chess Cup in 2009, 2011, 2013 en 2015. In 2013 werd hij bij het Europees kampioenschap schaken gedeeld 1e–8e met Aleksandr Mojsejenko, Jevgeni Romanov, Oleksandr Beljavsky, Hrant Melkumyan, Francisco Vallejo Pons, Sergei Movsesian, Ian Nepomniachtchi, Aleksej Drejev en Jevgeni Aleksejev. In 2014 werd hij gedeeld eerste met Ernesto Inarkiev in het open toernooi van Bakoe, hij werd tweede na tiebreak.
Constantin Lupulescu is een expert op het gebied van "dynamische openingen" (Benoni met zwart) en is sterk in het middenspel.

## Resultaten in schaakteams
In 2002 werd hij in Hongarije met het Roemeense nationale team in de categorie tot 18 jaar Europees kampioen en ontving een gouden medaille voor zijn individuele prestatie aan bord 1 (5 pt. uit 7). Met het Roemeense nationale team nam hij deel aan de Schaakolympiades van 2004, 2008, 2012 en 2014 en aan de Europese schaakkampioenschappen voor landenteams in 2005, 2007, 2009, 2011 en 2013.

## Schaakverenigingen
Met een team van een schaakvereniging speelt hij in de Roemeense (voor CS Aem Luxten Timișoara), Duitse (sinds 2008 voor SG Trier), Hongaarse (voor Aquaprofit Nagykanizsai Tungsram Sakk-Klub), Bulgaarse, Griekse (voor Panionios GSS), Franse (sinds 2008 voor Belfort Échecs), Turkse en Servische bondscompetitie. Met Aquaprofit werd hij in 2007 en in 2009 t/m 2016 kampioen van Hongarije. Met Timișoara werd hij in 2007 kampioen van Roemenië.

## Externe koppelingen
- (en)   Informatie over schaakpartijen van Constantin Lupulescu op ChessGames.com
- (en)   Informatie over schaakpartijen van Constantin Lupulescu op 365chess.com
- (en)  FIDE-ratinggegevens voor Constantin Lupulescu